# Bodiòntics
Els bodiòntics (en llatí Bodiontici) eren un poble gal que Plini el Vell situa a la Gàl·lia Narbonesa. En parla quan transcriu els noms de les tribus vençudes per August que consten al Trofeu dels Alps, construït per commemorar aquestes victòries. Els avàntics i els bodiòntics, què no eren tribus alpines, van ser incorporats a la Narbonesa per Galba. La seva capital era Dínia (avui Dinha). Es pensa que podrien ser el mateix poble que els Brodionti. Una ciutat de nom Bodron, a la vall de l'Olle, afluent de l'Isere, sota Grenoble, conservaria el seu nom.